# Jeovânio
Jeovânio Rocha do Nascimento (Goiânia, 11 novembre 1977) è un ex calciatore brasiliano, di ruolo centrocampista.

## Carriera
Il 10 febbraio 2007 fece il suo debutto in Ligue 1 contro il Nantes.